# Malacopteron magnum
Malacopteron magnum là một loài chim trong họ Pellorneidae.
Loài chim này được tìm thấy ở Brunei, Indonesia, Malaysia, Myanmar, Philippines, và Thái Lan. Môi trường sống tự nhiên của chúng là rừng ẩm vùng đất thấp nhiệt đới hoặc cận nhiệt đới. Loài này bị đe dọa do mất môi trường sống.